# 富山福祉短期大学
富山福祉短期大学（日语：／ Toyama Fukushi Tanki Daigaku *），简称福短，是一所位于日本富山县射水市的私立短期大学。

## 概要

### 简介
- 学校最早可以追溯到1966年[2]。短期大学为于1997年开办[2]、由学校法人浦山学园经营。是男女同校[3]

### 历史
- 1997年 富山福祉短期大学社会福利学科成立[2]。
- 2002年 社会福利学科分离为两个专攻、以下列举[2]。
  - 社会福利专攻
  - 护理福利专攻
- 2004年 儿童福利专攻成立于社会福利学科[2]。
- 2008年 护理学科成立[2]。
- 2010年 社会福利学科儿童福利专攻改编为幼儿教育学科[2]。

### 宪章
- 请参看富山福祉短期大学的标志 （页面存档备份，存于） （日語） 2014年2月24日阅览。

## 学校环境
- 校区：在富山县射水市

## 历任校长
- 实野利久：第一代短期大学校长[4]。
- 北泽晃：现在短期大学校长[5]

## 组织

### 学科
- 社会福利学科
  - 社会福利专攻
  - 护理福利专攻
- 护理学科
- 幼儿教育学科

### 专科
| - 没有 |

### 业余课程
| - 没有 |

### 附属机关
| - 图书馆 - 访问护理站 - 志愿者中心 |

## 相关链接
- 日本短期大学列表